# Charles Léon Méry
Charles Léon Méry, né le 2 février 1860 à Bougival et mort le 5 décembre 1924 à Asnières-sur-Seine, est un peintre français.

## Biographie
Charles Félix Léon Méry est le fils d'Alfred Émile Méry, artiste peintre, et de Marguerite Laligant. 
Élève de son père, il débute au Salon en 1878. Son frère Paul Auguste Léon Méry est peintre également, sa sœur Marguerite (1838-1924) est professeur de piano.
En 1892, il épouse Marie Valérie Bonnet. 
Il meurt à l'âge de 64 ans à son domicile d'Asnières.